# Třanovice
Třanovice (en polonais : Trzanowice ; en allemand : Trzanowitz) est une commune du district de Frýdek-Místek, dans la région de Moravie-Silésie, en République tchèque. Sa population s'élevait à 1 065 habitants en 2021.

## Géographie
Třanovice se trouve à 11 km à l'ouest-nord-ouest du centre de Třinec, à 13 km à l'est-nord-est de Frýdek-Místek, à 23 km au sud-est d'Ostrava et à 297 km à l'est-sud-est de Prague.
La commune est limitée par Těrlicko au nord, par Český Těšín et Vělopolí à l'est, par Hnojník au sud, et par Horní Tošanovice et Dolní Tošanovice à l'ouest.

## Histoire
La première mention écrite de la localité date de 1440.

## Transports
Par la route, Třanovice se trouve à 9 km de Český Těšín, à 17 km de Frýdek-Místek, à 33 km d'Ostrava et à 369 km de Prague.